# Гоголевка (Весёловский район)
Гоголевка (укр. Гоголівка) — село в Гоголевском сельском совете, Весёловского района, Запорожской области Украины.
Код КОАТУУ — 2321284601. Население по переписи 2001 года составляло 469 человек.
Является административным центром Гоголевского сельского совета, в который, кроме того, входит село Мусиевка.

## Географическое положение
Село Гоголевка находится на расстоянии в 2 км от села Мусиевка и в 4-х км от села Чеховка (Херсонская область).
Рядом проходит железная дорога, станция Платформа 51 км в 4-х км.
В селе есть пять улиц: Гагарина, Победы, Садовая, Центральная и Школьная. 

## Климат
Климат села умеренно континентальный, с жарким летом и малоснежной, преимущественно теплой зимой, характеризуется четко выраженной засушливостью.

## История
- 1924 год — дата основания как хутора Вольный и Любый.
- 1959 год — переименовано в село Гоголевка.